# SLT

Światło poprzez grupę soczewek obiektywu (1) dociera do wnętrza aparatu. Dzielnik wiązki (2) jest ustawiony w korpusie pod kątem 45° do osi optycznej obiektywu. Większość światła dociera przez filtr UV (3) do matrycy światłoczułej (4), a reszta kierowana jest do czujnika AF (5)

SLT (ang. single-lens translucent) – lustrzanka, w której zastosowano nieruchomy dzielnik wiązki (2 na rysunku) w podobnej roli, jaką w lustrzance jednoobiektywowe pełni lustro ruchome.
W odróżnieniu od typowych lustrzanek, zwierciadło jest nieruchome oraz przepuszczalne dla promieniowania widzialnego, w efekcie czego część światła trafia na film światłoczuły lub matrycę (4) poprzez filtr UV (3), a część do oddzielnego czujnika automatyki ostrości (5) opartego na detekcji fazy, umieszczonego w górnej części aparatu.
Taka konstrukcja znacząco zmniejsza opóźnienie między wciśnięciem spustu a otwarciem migawki aparatu. Eliminuje także drgania pochodzące od podnoszącego się lustra w momencie wykonywania zdjęcia, co ma duże znaczenie przy średnich czasach naświetlania (od ok. 1/60 s do ok. 1 s). Taka konstrukcja nie jest jednak pozbawiona wad, do których należy ograniczenie (o około 1/3 EV) ilości światła docierającego do materiału światłoczułego.
Podobny efekt uzyskuje się za pomocą mechanizmu blokady podniesionego lustra (MLU, ang. mirror lock-up) przed zrobieniem zdjęcia, jednak traci się wówczas podgląd obrazu w wizjerze.
Pierwszym aparatem fotograficznym, w którym zastosowano takie rozwiązanie, był Canon Pellix wyprodukowany w latach 60. XX w., ale samo określenie SLT zostało wprowadzone przez firmę Sony w jej pierwszej lustrzance cyfrowej Sony α55. Podczas normalnej pracy lustro w tych aparatach jest umocowane w jednej pozycji, ale może być podniesione w celu czyszczenia matrycy.